# Beskid Gorlicki
Beskid Gorlicki – zachodni fragment polskiej części Beskidu Niskiego położony na południe od Gorlic, umownie sięgający od doliny rzeki Białej na zachodzie po dolinę Wisłoki na wschodzie. Określenie stosowane wśród społeczności turystyczno-krajoznawczej w okresie przed i po II wojnie światowej, obecnie nie jest powszechnie używane. Nazwa nawiązywała do Gorlic, które stanowiły wówczas główny ośrodek turystyki górskiej na obszarze między Krynicą a Duklą. Przed wojną w Gorlicach funkcjonował oddział Polskiego Towarzystwa Tatrzańskiego, przekształcony później w jednostkę Polskiego Towarzystwa Turystyczno-Krajoznawczego.
We współczesnych podziałach Beskidu Niskiego nie wyróżnia się Beskidu Gorlickiego, a na omawianej przestrzeni wydziela się trzy krajobrazowo odrębne regiony: Góry Grybowskie na północnym zachodzie (krótkie grzbiety lub izolowane masywy wyspowe, w dorzeczach Białej i Ropy), Góry Hańczowskie na południowym zachodzie (długie i wąskie grzbiety o stromych stokach, w dorzeczach Białej i Ropy), oraz Pasma Magurskie na wschodzie (długie i szerokie grzbiety o łagodnych stokach, między Ropą a Wisłoką).